# Csordás Lajos
Csordás Lajos (Budafok, 1932. október 26. – Budapest, 1968. április 5.) olimpiai bajnok labdarúgó, edző.

## Pályafutása
Labdarúgó pályafutását 1945-ben a Budafoki MTE-ben kezdte. 1950-től a Budapesti Vasas, majd a Vasas SC labdarúgója. 1952 és 1959 között tizennyolc alkalommal volt válogatott, a válogatott mérkőzéseken nyolc gólt rúgott. Tagja volt az 1952-ben, Helsinkiben olimpiai bajnokságot nyert magyar labdarúgócsapatnak. Az 1954-es labdarúgó-világbajnokságon kerettag volt, de a tornán nem vett részt. 1962-ig a Vasasban 226 bajnoki mérkőzésen szerepelt és 104 gólt rúgott. 1962-től a Csepel SC labdarúgója. Viszonylag korán, 1963-ban visszavonult. 1966-tól 1967-ig a Vasas, 1967-1968-ban a Budafoki MTE edzője. 1966-ban a Vasas az ő irányításával nyert magyar bajnoki címet.

## Sikerei, díjai

### Játékosként
- olimpiai bajnok (1952)
- Európa-kupa győztes (1953)
- kétszeres közép-európai kupa győztes (1956, 1957)
- kétszeres magyar bajnok (1957-tavasz, 1960–61)
- kétszeres magyar bajnoki harmadik helyezett (1953, 1959–60)
- Magyar Kupa győztes (1955)
- A Magyar Népköztársaság Érdemes Sportolója (1954)[2]
- A Gépipar Kiváló Dolgozója (1956)[3]
- A Magyar Népköztársaság Kiváló Sportolója (1956)[4]

### Edzőként
- magyar bajnok (1966)

## Statisztika

### Mérkőzései a válogatottban
| Magyarország | Magyarország         | Magyarország                        | Magyarország       | Magyarország | Magyarország | Magyarország          | Magyarország | Magyarország |
| #            | Dátum                | Helyszín                            | Hazai              | Eredmény     | Vendég       | Kiírás                | Gólok        | Esemény      |
| ------------ | -------------------- | ----------------------------------- | ------------------ | ------------ | ------------ | --------------------- | ------------ | ------------ |
| 1.           | 1952. május 24.      | Moszkva, Dinamo-stadion             | Moszkva-válogatott | 1 – 1        | Magyarország | barátságos            | -            |              |
| 2.           | 1952. május 27.      | Moszkva, Dinamo-stadion             | Moszkva-válogatott | 2 – 1        | Magyarország | barátságos            | -            | 46'          |
| 3.           | 1952. július 21.     | Helsinki, Pallokenttä stadion (FIN) | Magyarország       | 3 – 0        | Olaszország  | olimpiai nyolcaddöntő | -            |              |
| 4.           | 1952. július 24.     | Kotka, Kotka stadion (FIN)          | Magyarország       | 7 – 1        | Törökország  | olimpiai negyeddöntő  | -            |              |
| 5.           | 1953. október 4.     | Prága, Hadsereg-stadion             | Csehszlovákia      | 1 – 5        | Magyarország | barátságos            | 2            | 18' 42'      |
| 6.           | 1953. október 11.    | Bécs, Práter-stadion                | Ausztria           | 2 – 3        | Magyarország | barátságos            | 1            | 57'          |
| 7.           | 1954. február 12.    | Kairó                               | Egyiptom           | 0 – 3        | Magyarország | barátságos            | -            | 67'          |
| 8.           | 1955. május 8.       | Oslo, Ullevaal Stadion              | Norvégia           | 0 – 5        | Magyarország | barátságos            | -            | 46'          |
| 9.           | 1955. május 11.      | Stockholm, Råsunda Stadion          | Svédország         | 3 – 7        | Magyarország | barátságos            | -            |              |
| 10.          | 1955. május 15.      | Koppenhága, Boldklub-pálya          | Dánia              | 0 – 6        | Magyarország | barátságos            | -            | 46'          |
| 11.          | 1955. május 19.      | Helsinki, Olimpiai Stadion          | Finnország         | 1 – 9        | Magyarország | barátságos            | 2            | 51' 86'      |
| 12.          | 1956. február 19.    | Isztambul                           | Törökország        | 3 – 1        | Magyarország | barátságos            | -            | 46'          |
| 13.          | 1956. február 29.    | Bejrút                              | Libanon            | 1 – 4        | Magyarország | barátságos            | -            | 46'          |
| 14.          | 1957. november 10.   | Budapest, Népstadion                | Magyarország       | 5 – 0        | Norvégia     | vb-selejtező          | 2            | 20' 71'      |
| 15.          | 1957. december 22.   | Hannover, Niedersachsenstadion      | NSZK               | 1 – 0        | Magyarország | barátságos            | -            |              |
| 16.          | 1958. szeptember 14. | Chorzów, Stadion Śląski             | Lengyelország      | 1 – 3        | Magyarország | barátságos            | 1            | 33'          |
| 17.          | 1958. szeptember 28. | Moszkva, Lenin-stadion              | Szovjetunió        | 3 – 1        | Magyarország | NEK-selejtező         | -            |              |
| 18.          | 1958. november 23.   | Budapest, Népstadion                | Magyarország       | 3 – 1        | Belgium      | barátságos            | -            | 43'          |
| 19.          | 1959. május 1.       | Drezda, Hans Meyer Stadion          | NDK                | 0 – 1        | Magyarország | barátságos            | -            |              |
|              | Összesen             |                                     |                    | 19           | mérkőzés     |                       | 8            | gól          |